# Ambergele zeeduizendpoot
De ambergele zeeduizendpoot (Alitta succinea) is een borstelworm uit de familie van de zeeduizendpoten (Nereididae). De naam Alitta succinea werd, als Nereis succinea, in 1847 gepubliceerd door Rudolf Leuckart.

## Beschrijving
De ambergele zeeduizendpoot is een grote allesetende borstelworm die een lengte kan bereiken van 15 centimeter, maar de meeste exemplaren zijn kleiner. Zijn kleur is bruin tot roodbruin. De worm heeft een herkenbare kop met vier ogen, twee voelsprieten en acht tentakels. Deze soort voedt zich met andere wormen en algen, terwijl het op zijn beurt weer een belangrijk prooidier is voor vissen en trekvogels.

## Verspreiding
Hoewel de ambergele zeeduizendpoot voor het eerst werd beschreven vanaf de Noordzeekust van Duitsland, suggereert recent werk dat de westelijke Atlantische Oceaan zijn oorspronkelijke verspreidingsgebied kan zijn. Totdat verder onderzoek is voltooid, hebben zoölogen de Atlantische populaties als cryptogeen (d.w.z. van onbekende oorsprong) vermeld. Geïntroduceerde populaties zijn bekend uit West-Noord-Amerika, Hawaï, Japan, Korea, China en Australië. Deze soort verdraagt een breed scala aan zoutgehaltes en komt voor in verschillende leefgebieden, waaronder zachte sedimenten, rotsachtige riffen, oesterbanken, zeegrasvelden en scheepsrompen.